# Macrosiphum coryli
Macrosiphum coryli är en insektsart som beskrevs av Davis 1914. Macrosiphum coryli ingår i släktet Macrosiphum och familjen långrörsbladlöss. Inga underarter finns listade i Catalogue of Life.